# جورج گاولیچک
جورج گاولیچک (انگلیسی: Georg Gawliczek; ۲ فوریهٔ ۱۹۱۹ – ۴ سپتامبر ۱۹۹۹) بازیکن فوتبال اهل آلمان بود.
از باشگاه‌هایی که در آن بازی کرده‌است می‌توان به باشگاه فوتبال شالکه ۰۴، باشگاه فوتبال دویسبورگ، باشگاه فوتبال کایزرسلاوترن، و باشگاه فوتبال کلن اشاره کرد.